# Tuolluvaara
Tuolluvaara (meänkieli Tuolla, nordsamisch Duolluvárri) ist ein Ort (tätort) in der nordschwedischen Provinz Norrbottens län und der historischen Provinz Lappland nördlich des Polarkreises.

## Geschichte und Beschreibung
Benannt wurde der Ort nach dem Berg Tuolluvaara.
Der Ort liegt ca. 4 km östlich vom Stadtzentrum von Kiruna.
Im Jahre 1897 wurde in Tuolluvaara Eisenerz gefunden.
Im Jahre 1903 begann der Erzabbau durch die Tuolluvaara Gruv AB.
In den 1980er-Jahren endete der Erzabbau.
Der ca. 76 m hohe runde ehemalige Förderturm ist das Wahrzeichen von Tuolluvaara.
In Tuolluvaara wird zurzeit das neue Stadtzentrum von Kiruna gebaut.
Der Ort ist über die Europastraße 45 an das schwedische Straßennetz angeschlossen.
Am Südostrand von Tuolluvaara befindet sich der Flughafen Kiruna.

## Bildergalerie

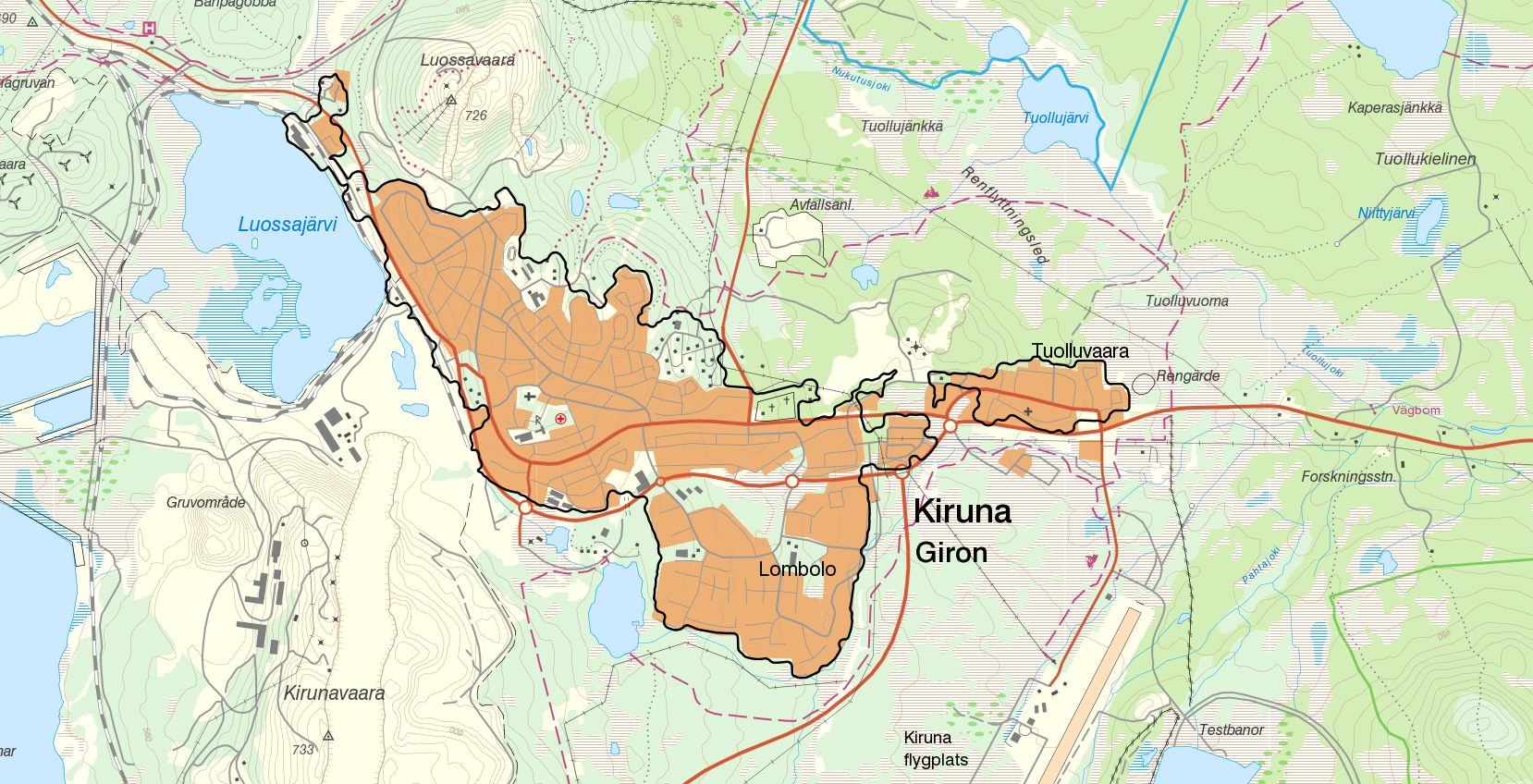
Kiruna und Tuolluvaara (2015).
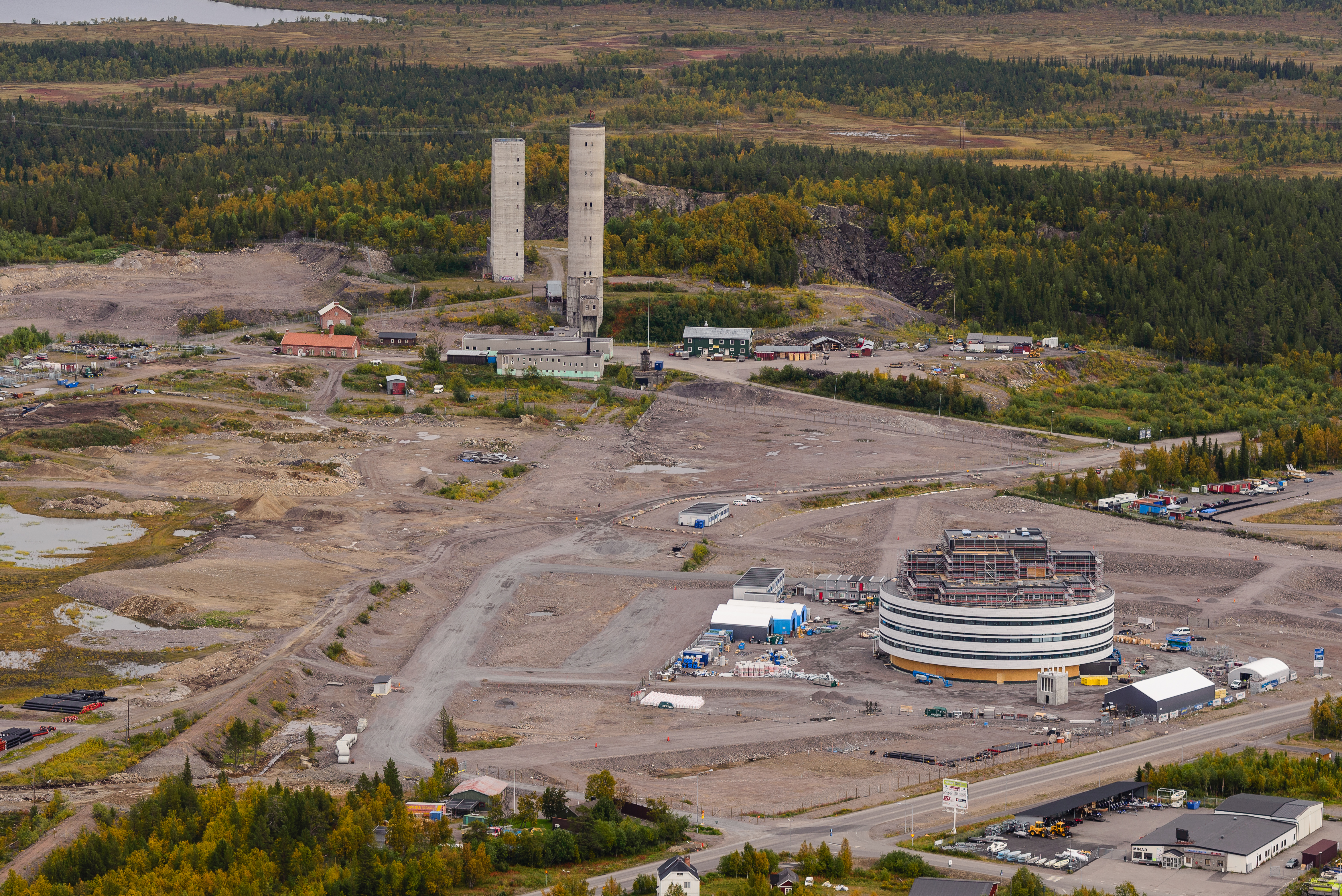
Tuolluvaara (Kirunas neues Stadtzentrum, 2017).
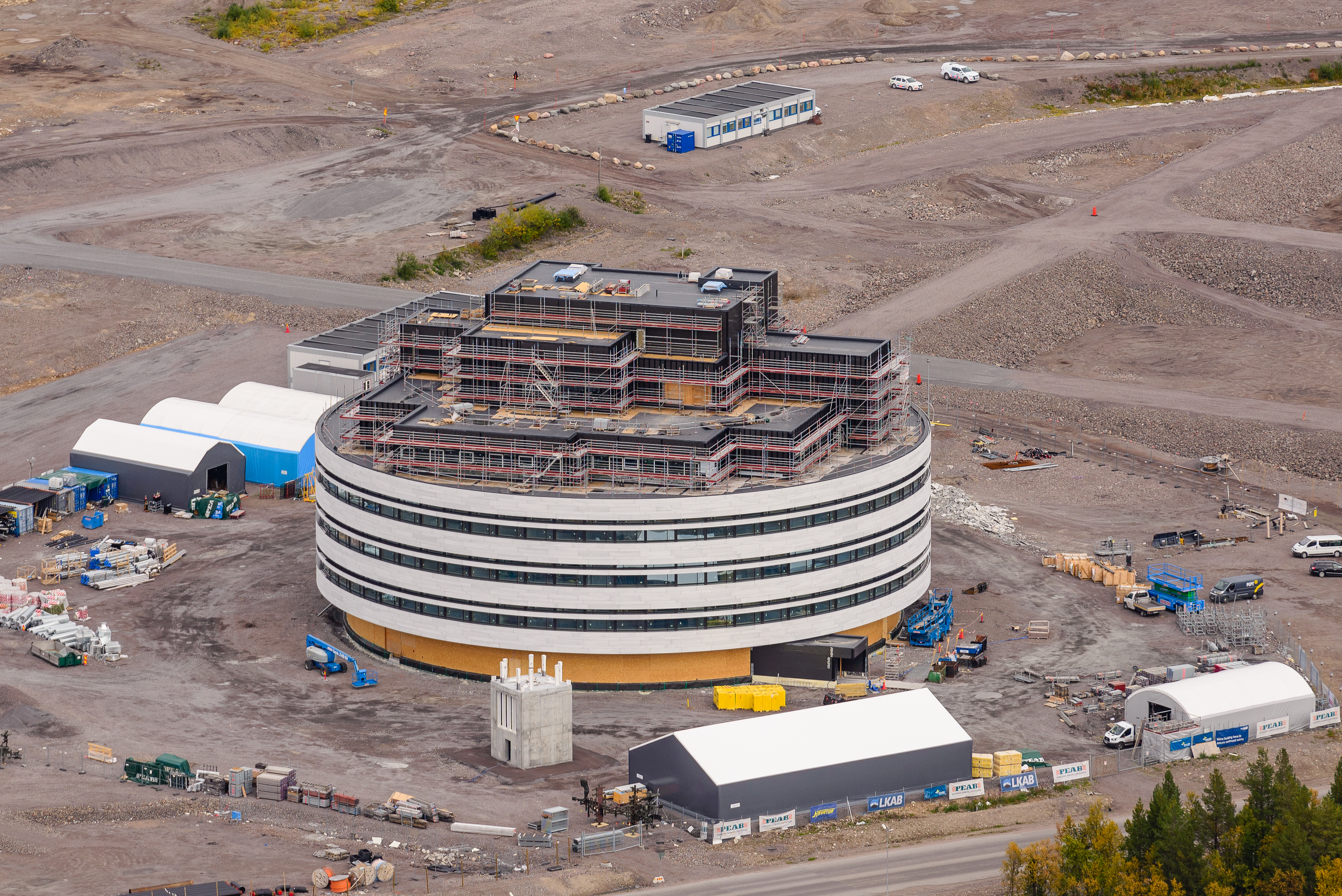
Kiruna Stadshus-Kristallen (Neues Rathaus, 2017).
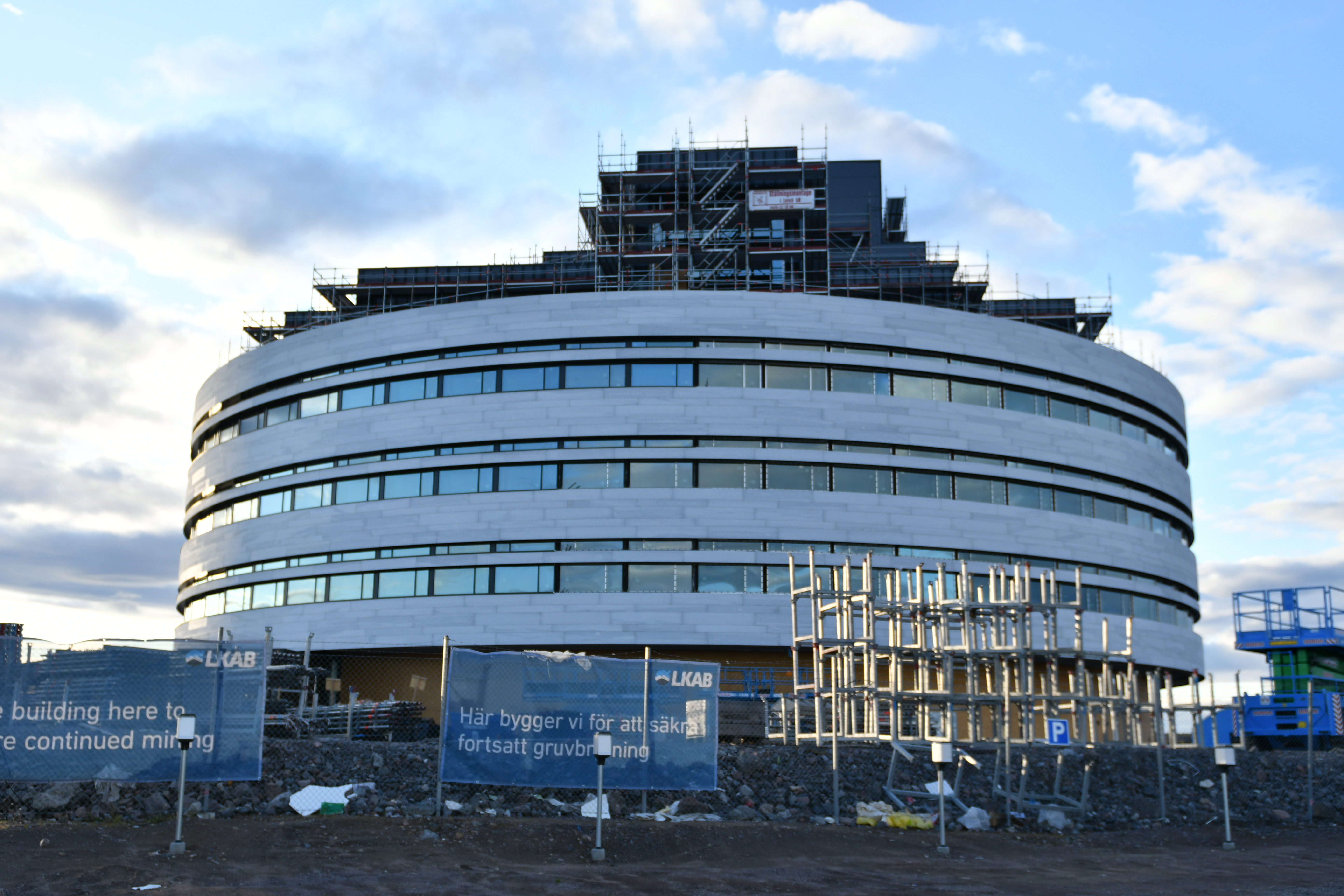
Kiruna Stadshus-Kristallen (Neues Rathaus, 2017).